# Entre dos aguas (álbum)
Entre dos aguas es un álbum recopilatorio del guitarrista Paco de Lucía publicado en 1975 en LP y reeditado en 1981 bajo el sello discográfico de Universal Music Spain S.L..

## Lista de canciones
| Edición en CD del 1981 |                                  |          |  |
| N.º                    | Título                           | Duración |  |
| 1.                     | «Entre Dos Aguas» (Rumba)        | 06:05    |  |
| 2.                     | «Zorongo Gitano»                 | 02:58    |  |
| 3.                     | «Río Ancho» (Rumba)              | 04:31    |  |
| 4.                     | «En la Caleta»                   | 03:24    |  |
| 5.                     | «Convite» (Rumba)                | 05:10    |  |
| 6.                     | «Monasterio de Sal» (Colombiana) | 04:54    |  |
| 7.                     | «Panaderos Flamencos»            | 02:40    |  |
| 8.                     | «Punta Umbría»                   | 03:25    |  |
| 9.                     | «Chanela» (Rumba)                | 03:59    |  |
| 10.                    | «La Niña de Puerta Oscura»       | 03:00    |  |
| 11.                    | «Castro Marin» (Fandango)        | 04:15    |  |
| 12.                    | «Guajiras de Lucía.»             | 03:20    |  |
| 13.                    | «Mantilla de Feria.»             | 03:18    |  |
| 14.                    | «El Vito.»                       | 02:51    |  |
| 53:50                  |                                  |          |  |